# Ems-alagút
Az Ems-alagút az alsó-szászországi Leer városka mellett az Ems folyó alatt köti össze a tartomány folyótól nyugatra eső területeit az attól keletre eső vidékekkel.
Az alagút 945 méter hosszú, 2 furatból álló létesítmény. Mindkét csőben két sáv található. Az alagút a A31-es autópálya és az E22-es európai út része.
Az alagutat az 1980-as években kezdték építeni, hogy az ország perifériáján fekvő Frízföld közlekedési infrastruktúráját javítsák. Az Ems autópályával történő áthidalását már a tervezés kezdeti szakaszában elvetették, mivel a híd akadályozta volna a folyó fentebbi szakaszán fekvő Meyer-hajógyárban épített, nagy magasságú hajók mozgását. Az alagút legmélyebb pontja 18,4 méter mélyen húzódik az átlagos dagályvízszint alatt. Dagály idején az alagút fölött 10 méteres vízoszlop található. Az alagutak belső magassága 5 méter, szélessége 12 méter.
Az építkezés 1984-ben kezdődött, a munkálatok 150 millió német márkába kerültek. Az átadásra a kapcsolódó autópálya-szakaszokkal együtt 1989. október 6-án került sor. 2005-ben az alagutat naponta 25 000 gépjármű használta.

## Fordítás
- Ez a szócikk részben vagy egészben  az   Emstunnel című német Wikipédia-szócikk ezen változatának fordításán alapul.  Az eredeti cikk szerkesztőit annak laptörténete sorolja fel. Ez a jelzés csupán a megfogalmazás eredetét és a szerzői jogokat jelzi, nem szolgál a cikkben szereplő információk forrásmegjelöléseként.